# Danmei
El danmei (en xinès simplificat, 耽美; pinyin, dānměi; traduït literalment, ‘bellesa delectable’) és un mitjà fictici que se centra en les relacions romàntiques i/o sexuals entre personatges masculins. Com a terme, s'utilitza globalment específicament per a obres originàries del xinès. És anàleg al terme BL, o Amor dels nois, que s'utilitza per representar el mateix tipus de contingut masculí / masculí del Japó i altres països asiàtics, a l'igual que el terme de Yaoi.